# Ђаноли (Сондрио)
Ђаноли је насеље у Италији у округу Сондрио, региону Ломбардија.
Према процени из 2011. у насељу је живело 16 становника. Насеље се налази на надморској висини од 586 м.